# Velilla de Jiloca
Velilla de Jiloca là một đô thị ở tỉnh Zaragoza, Aragon, Tây Ban Nha. Theo điều tra dân số 2004 của Viện thống kê Tây Ban Nha (INE), đô thị này có dân số là 114 người. Diện tích đô thị này là 10 ki-lô-mét vuông.Đô thị này nằm ở độ cao 597 m trên mực nước biển, cách tỉnh lỵ Zaragoza 94 km. Mã số bưu chính là 50343.